# Офшорное программирование
Офшорное программирование — разработка программного обеспечения для иностранных заказчиков, одна из форм офшорного аутсорсинга.
Мировыми лидерами в сфере офшорного программирования являются Индия и Ирландия. На долю Восточной Европы (включая Россию) приходится около 1 % рынка.
Общий доход мирового рынка IT-аутсорсинга в 2022 году составил около 400 млрд долларов. Одним из ведущих регионов для аутсорсинга в IT-индустрии является Азия. Есть много азиатских компаний, которые занимаются исключительно оффшорным программированием, особенно в густонаселенных регионах, где работают сотни тысяч IT-специалистов. Индия является лидером азиатского аутсорсинга разработки программного обеспечения в частности потому, что все индийские выпускники технических вузов изучали английский язык и хорошо на нем говорят, что является большим преимуществом. Крупнейшими IT-хабами Индии являются Бангалор, Ченнаи, Мумбаи, Калькутта. С индийскими офшорными программистами конкурируют программисты из Вьетнама и Филиппин. Благодаря усилиям местных властей на мировой рынок также вышли офшорные программисты из Латинской Америки (Бразилия, Аргентина, Перу).

## Оффшорное программирование в России
На данный момент можно говорить о рынке офшорного программирования в России как о сложившемся. Начиная с 2000 года происходит процесс консолидации рынка, укрупнения основных игроков, появления флагманов российской ИT-индустрии; компании-разработчики программного обеспечения накапливают технологическую экспертизу, опыт менеджмента комплексных проектов.
Более 250 мировых компаний активно используют разработанное в России аутсорсинговое программное обеспечение, среди них Ericsson, Siemens, Nortel, Motorola. Несмотря на отток специалистов в конце 1980-х — начале 1990-х, в России в ИТ-сфере занято около 250 000 человек, из них около 10 % непосредственно связаны с экспортом услуг по разработке программного обеспечения (согласно исследованию White Paper Spot Light: «IT Outsourcing Destination: Russia» (англ.)).
Российские разработчики программного обеспечения имеют ряд преимуществ перед конкурентами из Азии и Океании:
- Россия географически ближе к Европе и Америке
- Россия более близка к Европе и Америке в культурном плане
- Российские разработчики программного обеспечения более квалифицированные в связи с более высоким уровнем и качеством полученного образования (более высокое качество преподавания фундаментальных наук, наследие научной школы СССР).

Недостатки российских разработчиков программного обеспечения по сравнению с теми же конкурентами:
- Худшее знание английского языка
- Более высокие требования к заработной плате
- Опасения возможных западных заказчиков по отношению к российскому стилю рынка: меньшая прозрачность, продажа разработанного программного обеспечения параллельно в третью компанию, и пр.